# نيكولاي مونتيانو
نيكولاي مونتيانو (7 ديسمبر 1951 في رومانيا - ) (بالرومانية: Nicolae Munteanu)‏ هو لاعب كرة يد رومانيا في مركز حارس مرمى ‏. شارك في الألعاب الأولمبية الصيفية 1984 والألعاب الأولمبية الصيفية 1980 والألعاب الأولمبية الصيفية 1976.

## وصلات خارجية
- نيكولاي مونتيانو على موقع أوليمبيديا (الإنجليزية)
- نيكولاي مونتيانو على موقع اللجنة الأولمبية الرومانية (الرومانية)